# El pecado de Adán y Eva
El pecado de Adán y Eva ist ein mexikanischer Spielfilm des Regisseurs Miguel Zacarías aus dem Jahr 1969 und hat Adam und Eva zum Thema.

## Handlung
Nach dem Sündenfall irren Adam und Eva ziellos umher. Adam ruft suchend nach Eva, die ganz aufgelöst ist. Sie erinnern sich an die Zeit im Paradies.
Nach seiner Erschaffung verbringt Adam eine unbeschwerte Zeit im Garten Eden. Wenig später wird ihm mit Eva einer Gefährtin geschaffen. Er zeigt ihr alles über das Leben im Paradies.
Eines Tages versucht die Schlange, Eva zu verführen, vom Baum der Erkenntnis zu probieren, doch Adam lehnt Evas Angebot, von den Früchten des Baumes zu probieren, erschrocken ab. Wenig später ist die Schlange mit einem zweiten Versuch erfolgreich, und Adam und Eva essen von den Früchten. Beide kommen sich körperlich näher.
Kurz darauf zieht ein Unwetter auf, und Adam und Eva werden aus dem Paradies vertrieben. Beide irren einzeln umher und müssen selbst nach Nahrung und Schutz vor dem Wetter suchen. Nach einer Zeit der Suche nacheinander können beide sich in die Arme schließen.

## Hintergrund
Regisseur Miguel Zacarías drehte ebenfalls die Filme Jesús, el niño Dios über die Geburt Jesu, Jesús, María y José über Jesu Kindheit sowie Jesús, nuestro Señor über das Wirken des erwachsenen Jesus bis hin zur Kreuzigung. Im Jahr 1980 wurden alle drei Filme gemeinsam mit El pecado de Adán y Eva zu La vida de nuestro señor Jesucristo verarbeitet.